# Atari 6502 Black & White Raster
Atari 6502 Black & White Raster es una Placa de arcade creada por Atari destinada a los salones arcade.

## Descripción
El Atari 6502 Black & White Raster fue lanzada por Atari en 1976, siendo una de las primeras placas arcades de la compañía norteamericana.
El sistema tenía un procesador 6502, los juegos son, como lo dice el nombre con el que se conoce la placa, en blanco y negro, aunque se podían poner láminas de colores encima de la pantalla para simular distintas tonalidades.
En esta placa funcionaron aproximadamente 25 títulos.

## Especificaciones técnicas

### Procesador
- 6502

## Lista de videojuegos
- Atari 4 Player Football
- Atari Baseball
- Atari Basketball
- Atari Football
- Atari Soccer
- Avalanche
- Boxing / Boxer
- Breakout Deluxe
- Canyon Bomber
- Cops 'n Robbers
- Dominos
- Dominos Cocktail
- Flyball
- Mini Golf
- Night Driver
- Sebring
- Sky Raider
- Sprint 1
- Sprint 2
- Starship 1
- Subs
- Super Breakout
- Ultra Tank
- Video Pinball
- Wolf Pack